# Lino Tardia
Lino Tardia (Trapani, 8 settembre 1938 – Roma, 21 novembre 2021) è stato un pittore italiano.

## Biografia
Dopo gli studi al liceo artistico di Palermo, nel 1955 ha iniziato a esporre, e nel 1960 si trasferisce a Roma. Da giovane era entrato in contatto con Renato Guttuso, che lo influenzò all'inizio. Gli anni Sessanta segnano il suo passaggio dal Realismo all'Informale. Ha frequentato Francis Bacon in Inghilterra. È stato fortemente influenzato dalla corrente dell'avanguardia pittorica.
Ha esposto nelle principali città italiane e in alcune estere, tra le quali figurano Londra, New York, Chicago, Parigi, Huston, Ottawa e Tripoli ma soprattutto nella sua Sicilia. Dal 2001 è titolare della cattedra di Pittura della Libera Accademia di Belle Arti (RUFA) di Roma fino al 2008.. Tra le mostre in sedi istituzionali si ricordano la personale nell'appartamento Barbo di Palazzo Venezia del 2009.
Nel 2003 la Presidenza della Repubblica lo ha premiato con la Medaglia d'oro ai benemeriti della scuola della cultura e dell'arte.
È morto a Roma il 21 novembre 2021.